# Jonathan Lynn
Jonathan Lynn (nascido em 3 de abril de 1943) é um diretor, produtor, roteirista e ator inglês, conhecido por dirigir filmes de comédia como Clue, Nuns on the Run, My Cousin Vinny e The Whole Nine Yards. Ele também cocriou e coescreveu a série televisiva Yes Minister.
Lynn nasceu em Bath, Somerset, filho do médico Robin Lynn e da escultora Ruth Helen (nascida Eban), cujo primo, por parte de mãe, era o neurologista Oliver Sacks. Outra prima, Caroline Sacks, casou-se com Nicholas Samuel, o 5º Visconde de Bearste.
Lynn também produziu seis episódios da série Yes, Prime Minister, foi produtor executivo de He's Such a Girl, Vanity Fair e produtor de Trial and Error. Ele também recebeu um acordo de produção exclusiva com a Columbia Pictures Television em 1992.
O trabalho de Lynn na série Minister lhe rendeu três BAFTAs, dois prêmios da Broadcasting Press Guild, dois prêmios dos Escritores de Televisão Pye (Pye Television Writers) e ganhou o prêmio ACE de Melhor Série de Comédia Escrita. A Campanha pela Liberdade de Informação também reconheceu Lynn com um prêmio especial por seu trabalho no programa. Lynn recebeu o prêmio do Jubileu de Diamante por Sátira Política em 2010. Ele recebeu o prêmio NAACP Image pelo filme The Fighting Temptations (2003).
Lynn foi coautor dos livros The Complete Yes Minister, bem como The Complete Yes Prime Minister, que passou cento e seis semanas na lista dos dez melhores de ficção do Sunday Times.

## Créditos do cineasta
Lynn dirigiu inúmeros filmes, incluindo:
- Clue (1985)
- Nuns on the Run (1990)
- My Cousin Vinny (1992)
- The Distinguished Gentleman (1992)
- Greedy (1994)
- Sgt. Bilko (1996)
- Trial and Error (1997)
- The Whole Nine Yards (2000)
- The Fighting Temptations (2003)
- Wild Target (2010)

## Leituras adicionais
- Wilmut, Roger (1980). From Fringe to Flying Circus: Celebrating a Unique Generation of Comedy. [S.l.]: Heinemann. ISBN 978-0-413-50770-9
- Hewison, Robert (1983). Footlights!: A Hundred Years of Cambridge Comedy. Londres: Methuen. ISBN 978-0-413-51150-8